# Shannon Rowbury
Shannon Rowbury (née le 19 septembre 1984 à San Francisco) est une athlète américaine, spécialiste des courses de demi-fond.

## Biographie
Vainqueur des Championnats des États-Unis en salle en début d'année 2008, elle se qualifie ensuite pour les Jeux olympiques grâce à sa victoire obtenue lors des « Trials » de Eugene. À Pékin elle se classe septième de la finale du 1 500 mètres. Plus tard dans la saison, elle termine cinquième de la finale mondiale de l'athlétisme de Stuttgart. En 2009, l'américaine conserve son titre national du 1 500 m et obtient ainsi sa qualification pour les Championnats du monde de Berlin, compétition dans laquelle elle remporte la médaille de bronze en 4 min 04 s 18, derrière Maryam Jamal et Lisa Dobriskey. En août 2014, elle termine 2e du meeting de Zurich dans une course spectaculaire,où, elle et sa compatriote Jennifer Simpson chute à l'arrivée.
Le 17 juillet 2015, à Monaco, elle prend la troisième place du 1 500 m en battant le record continental en 3 min 56 s 29 dans une course marquée par le record du monde de Genzebe Dibaba en 3 min 50 s 07.
Le 20 mars 2016, Rowbury remporte la médaille de bronze des championnats du monde en salle de Portland sur le 3 000 m derrière les Éthiopiennes Genzebe Dibaba et Meseret Defar. En août suivant, elle échoue au pied du podium des Jeux olympiques de Rio en 4 min 11 s 05, devancée pour le bronze par sa compatriote Jennifer Simpson.
Le 1er septembre, elle s'impose au Weltklasse Zurich en 3 min 57 s 78 où, comme en 2014, elle chute à l'arrivée mais cette fois-ci sans Jennifer Simpson (qui chute à son arrivée également). 8 jours plus tard au Mémorial Van Damme de Bruxelles, elle bat le record continental du 5 000 m en 14 min 38 s 92, améliorant la marque de Molly Huddle (14 min 42 s 64) de 2014.

## Vie privée
Le 4 février 2018, elle annonce sur instagram être enceinte de son premier enfant, qu'elle partage avec son compagnon mexicain, Pablo Solares.

## Palmarès
| Date | Compétition                    | Lieu             | Résultat | Épreuve   | Temps          |
| ---- | ------------------------------ | ---------------- | -------- | --------- | -------------- |
| 2008 | Jeux olympiques                | Pékin            | 7e       | 1 500 m   | 4 min 03 s 58  |
| 2009 | Championnats du monde          | Berlin           | 3e       | 1 500 m   | 4 min 04 s 18  |
| 2010 | Coupe continentale             | Split            | 2e       | 3 000 m   | 9 min 04 s 82  |
| 2012 | Jeux olympiques                | Londres          | 4e       | 1 500 m   | 4 min 11 s 26  |
| 2013 | Championnats du monde          | Moscou           | 7e       | 5 000 m   | 15 min 06 s 10 |
| 2013 | DécaNation                     | Valence          | 3e       | 1 500 m   |                |
| 2014 | Championnats du monde en salle | Sopot            | 7e       | 3 000 m   | 9 min 07 s 82  |
| 2014 | Coupe continentale             | Marrakech        | 2e       | 1 500 m   | 4 min 07 s 21  |
| 2015 | Relais mondiaux de l'IAAF      | Nassau           | 1re      | r. medley | 10 min 36 s 50 |
| 2015 | Championnats du monde          | Pékin            | 7e       | 1 500 m   | 4 min 12 s 16  |
| 2016 | Championnats du monde en salle | Portland         | 3e       | 3 000 m   | 8 min 55 s 55  |
| 2016 | Jeux olympiques                | Rio de Janeiro   | 4e       | 1 500 m   | 4 min 11 s 05  |
| 2016 | Ligue de diamant               | Ligue de diamant | 3e       | 1 500 m   | détails        |
| 2017 | Championnats du monde          | Londres          | 9e       | 5 000 m   | 14 min 59 s 92 |
| 2017 | DécaNation                     | Angers           | 1re      | 2 000 m   | 5 min 48 s 22  |

## Records
| Épreuve | Performance         | Lieu      | Date             |
| ------- | ------------------- | --------- | ---------------- |
| 1 500 m | 3 min 56 s 29 (AR)  | Monaco    | 17 juillet 2015  |
| 3 000 m | 8 min 29 s 93       | Bruxelles | 5 septembre 2014 |
| 5 000 m | 14 min 38 s 92 (AR) | Bruxelles | 9 septembre 2016 |